# Pranchita
Pranchita là một đô thị thuộc bang Paraná, Brasil. Đô thị này có diện tích 225,839 km², dân số năm 2007 là 5925 người, mật độ 24,6 người/km².